# ボリス・パステルナーク
ボリス・レオニードヴィチ・パステルナーク（ロシア語: Бори́с Леони́дович Пастерна́к, ラテン文字転写: Boris Leonidovich Pasternak [pəstɛrˈnak], 1890年2月10日 - 1960年5月30日）は、ロシアおよびソ連の詩人、小説家、文学翻訳者、作曲家。詩集『我が妹 人生』はロシア語で出版された文学作品で最も影響力を持つ作品の一つである。また、ゲーテ、シラー、ペドロ・カルデロン・デ・ラ・バルカ、ウィリアム・シェイクスピアの作品のロシア語訳は、長年にわたってロシアの民衆に支持されている。
ロシア国外においては、『ドクトル・ジバゴ』の作者として最も名高い。『ドクトル・ジバゴ』はソ連において発禁処分となり、密かに国外に持ち出され、1957年にイタリアで刊行された。パステルナークは1958年にノーベル文学賞の受賞が決定したが、『ドクトル・ジバゴ』の出版とパステルナークのノーベル賞受賞は共にソ連共産党にとって侮辱的で許しがたい出来事であった。ソ連国家保安委員会(KGB)とソ連作家同盟による反対運動の末、パステルナークは受賞辞退に渋々同意することとなった。ノーベル委員会への受賞辞退の手紙では、ソ連当局の反応が辞退の唯一の理由であると述べられていた。パステルナークの受賞に対する反対活動はソ連の国際的信用を傷つけることとなった。彼は今日までロシア文学界を代表する作家である。さらに、パステルナークが始めた反体制活動はアレクサンドル・ソルジェニーツィンやその他の反体制活動家によって引き継がれ、洗練され、拡大していった。

## 生涯

### 生い立ち

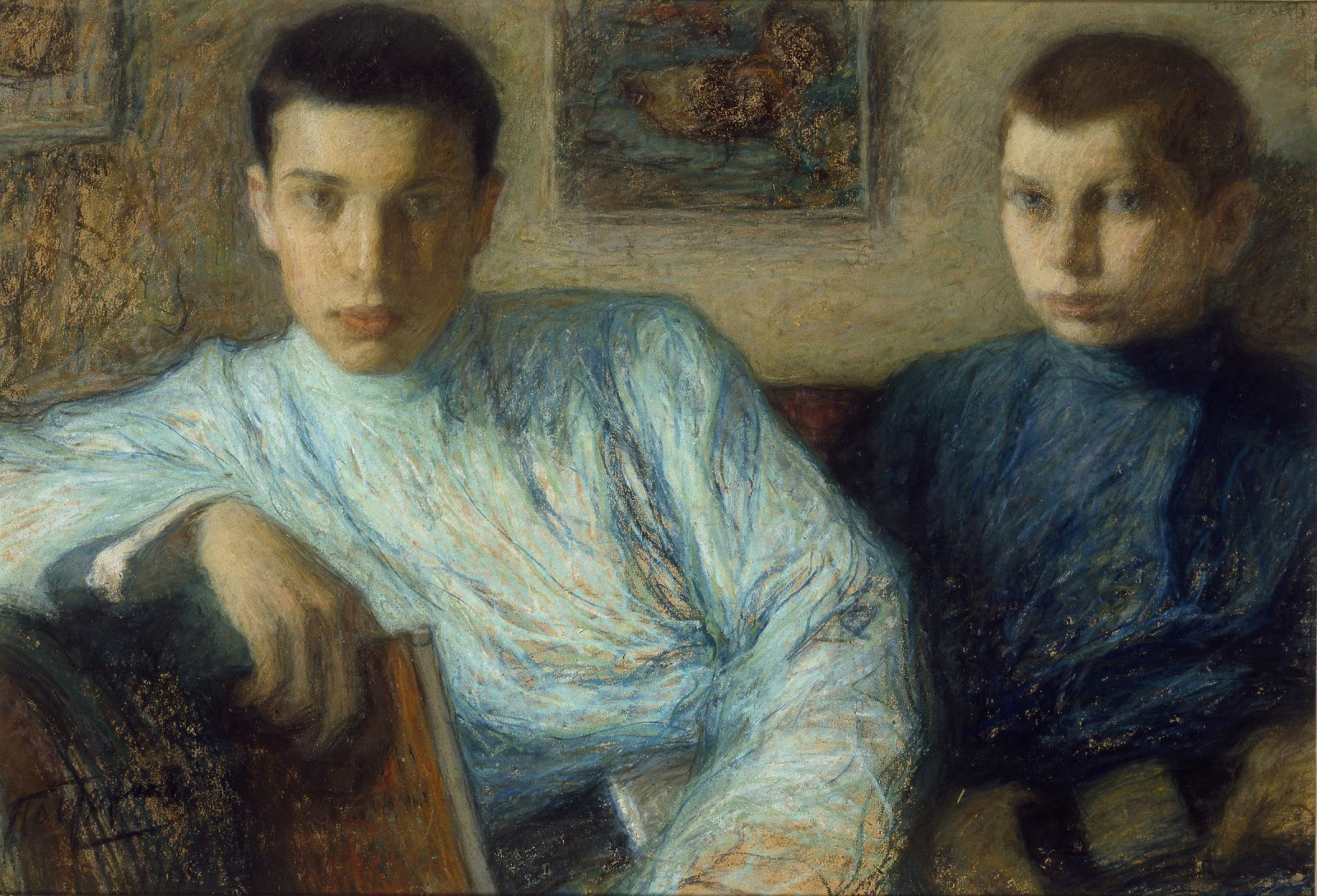
パステルナーク（左）と弟。レオニード・パステルナーク筆。

パステルナークは1890年2月10日にモスクワで生まれる。父はユダヤ系の画家レオニード・パステルナーク、母はピアニストのローザ・カウフマン。パステルナークが生まれる直前に両親は正教に改宗した。レフ・トルストイは家族にとって親しい友人であった。パステルナークは後に「私の父は彼の本の挿絵を描き、彼に会いに行き、彼を尊敬し、そして...私の家全体が彼の精神を吹き込まれた。」と語っている。
1956年のエッセイでパステルナークは、父親がトルストイの『復活』のための挿絵に熱心に取り組んでいたことを思い出している。同作はアドルフ・マルクスがサンクト・ペテルブルクを拠点として発行したニバ誌に連載された。スケッチはリアリズムの精神から、法廷や刑務所、列車から観察した様子が描かれた。パステルナークは「私の子供っぽい想像は、正式な鉄道制服を着た車掌が台所のドアの横に立って待っている姿に打たれた。彼はまるで駅を出発しようとする客車を見送るときにプラットホームで立っているかのようにして挿絵が完成するのを待っていた。糊はストーブで沸騰していた。イラストは大急ぎで乾かされ、固定され、ボール紙に貼り付けられて巻かれ、縛られた。包みは準備ができると封蝋で封をされ、車掌に手渡された。」と語っている。
マックス・ヘイワードによると「1910年11月にトルストイは自宅から逃げ、アスタポヴォの駅長の家で死去した。レオニード・パステルナークは電報でその知らせを受け、息子のボリスを連れて直ちにそこに向かい、トルストイの死に際の様子をスケッチした。」とのことである。
また、パステルナーク宅にはセルゲイ・ラフマニノフ、アレクサンドル・スクリャービン、レフ・シェストフ、ライナー・マリア・リルケらがよく訪れた。パステルナークは初め音楽家になりたいという希望を持っていた。13歳の頃、アレクサンドル・スクリャービンの音楽に触れて、作曲家を志し、スクリャービンに師事してモスクワ音楽院で学ぶが、絶対音感が欠けていることから19歳で挫折した。なお、《ピアノ・ソナタ》などの作曲作品が残されており、レーラ・アウエルバッハによって録音されている。モスクワ大学に入学し、哲学を専攻する。1910年、彼は突然ドイツのマールブルク大学に向けて出発し、同校で新カント派の哲学者ヘルマン・コーエン、ニコライ・ハルトマンの下で哲学を学び始める。

### 初期の経歴

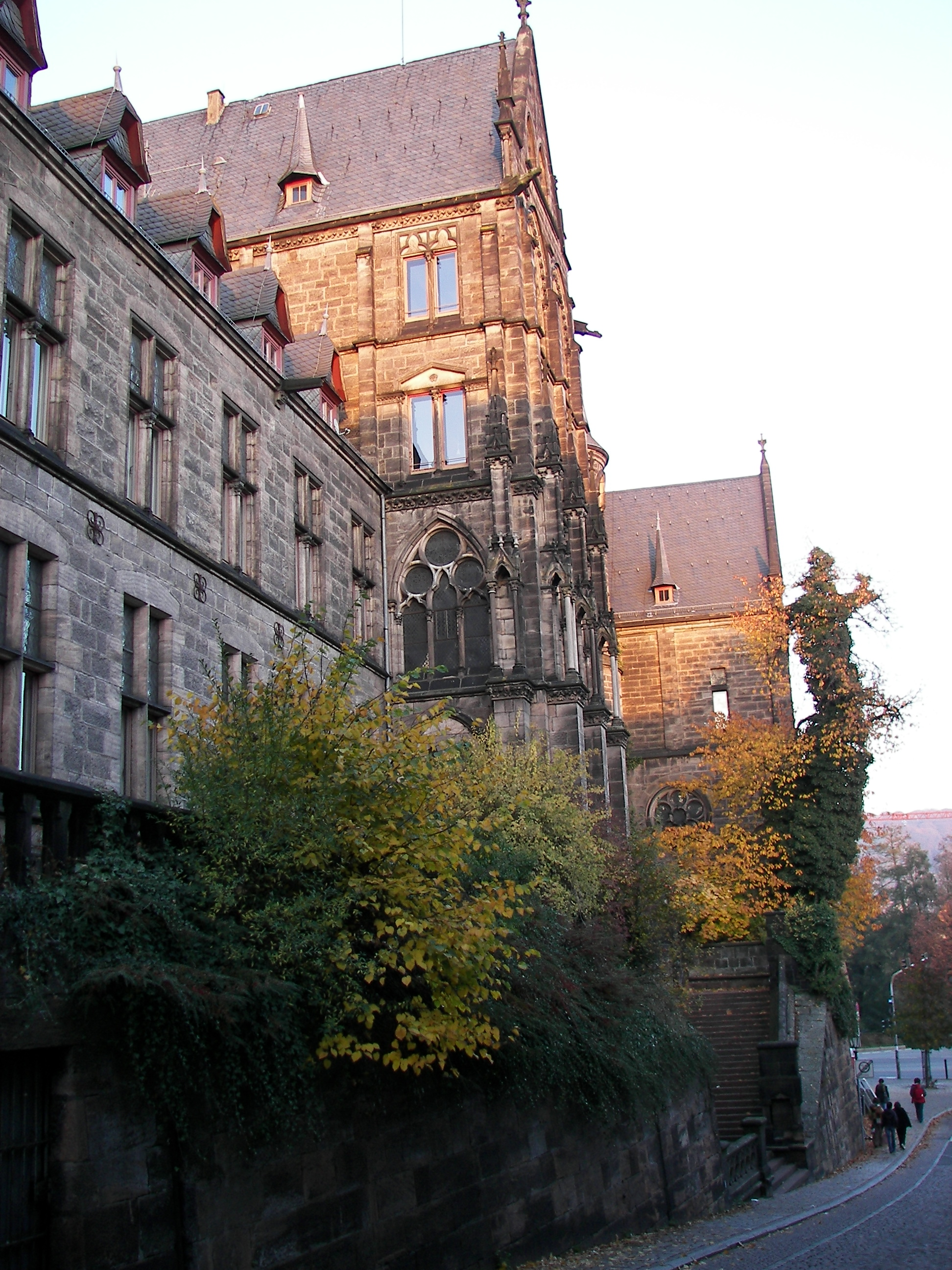
マールブルク大学。パステルナークは1910年から14年まで哲学を学んだ。

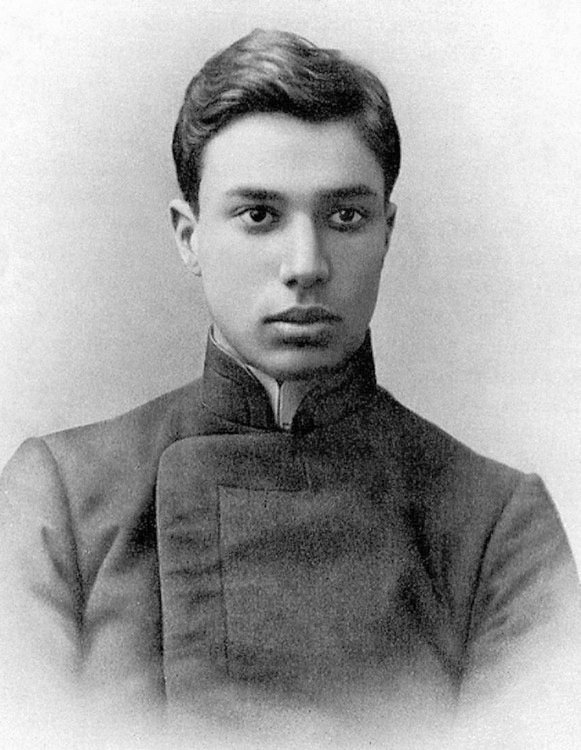
パステルナーク、20歳時。

パステルナークはモスクワで紅茶商を営む名家の娘、イーダ・ヴィソトスカヤと恋に落ちた。彼は高校の最終学年で彼女と出会い、彼女の最終試験の準備を手伝った。彼女は1912年の夏、知らせも無くマールブルクを訪れ、彼は彼女に愛を伝えたが、その様子は詩「マールブルク」 (1917) で描写されている。
コーエン教授はパステルナークにドイツに留まって哲学博士号を取得するように勧めたが、彼はそれに従わなかった。パステルナークは哲学をあきらめた。同時に、彼はモスクワの作家のサークルに入り始めた。彼は象徴的な出版社「ムサゲット」のサークルの会議に参加し、その後、ユリアニ・アニシモフとヴェラ・スタネヴィチの文学・芸術サークルに参加し、そこから短命に終わることになるシンボリストの団体「リリカ」が生まれた。パステルナークの最初の詩は、S.N.デュリリナの推薦により、1913年にリリカグループの集合的コレクションに掲載された。同じ年の終わり（表紙には1914年とある）に作成された最初の詩集『雲の中の双生児』では、まだパステルナークの作風は未熟のままであった。パステルナークはイーダに求婚したが、イーダの家族はパステルナークの貧しい様子を見てその求婚を拒否するようイーダを説得した。結局彼は、1914年に第一次世界大戦が始まるとモスクワに戻った。
1914年、パステルナークは「リリカ」脱退後に、ニコライ・アセーエフやセルゲイ・ボブロフらと未来派団体「遠心分離器」を結成する。同じ年に、彼は別の未来派であったウラジーミル・マヤコフスキーと親しくなり、その性格と仕事は彼に一定の影響を与えた。パステルナークは未来派の各種文集制作に加わることになる。
イーダ一家から拒否されたパステルナークは深い悲しみと欲求不満を次の詩集、『Safe Conduct』の中に書き綴った。彼の初期の詩はカント哲学の影響を色濃く感じさせる。衝撃的な頭韻、ワイルドでリズミカルな組み合わせ、時代にマッチした語彙、そして、リルケやレールモントフ、プーシキン、ドイツのロマン派詩人など彼が気に入った詩人達への隠された言及が含まれている。
第一次世界大戦の間、パステルナークはペルミ近郊の化学工場で働き、教師として学問を教えた。ペルミでの経験は後の『ドクトル・ジバゴ』の執筆のための資料となった。
パステルナークの家族や近しい知人達は十月革命の後ロシアを去ったが、彼は留まった。その後1920年代、パステルナークはマヤコフスキーらのレフグループと連絡を取り続けた。しかし、革命後、彼は独立した立場になっており、次第に同人たちと疎遠となる。
1922年には、詩集『わが妹 人生』を発表し、ツヴェターエワ、マンデリシュタームを知る。その後も次々と詩や散文を発表し、早くから高く評価されていたが、1930年代には政治的非難を受け、沈黙を強いられた。この間にシェークスピアや『ファウスト』、グルジアの詩人などの翻訳を手がける。
1956年に『ドクトル・ジバゴ』を書き上げソビエト連邦国内の複数の雑誌に寄稿したが、体制批判を含む内容から悉く掲載を拒否され翌1957年にイタリアで出版される。『ドクトル・ジバゴ』がソビエト連邦で刊行されたのはペレストロイカが進んだ1987年になってのことである。
少なくとも1946年から1950年の連続5回、ノーベル文学賞候補としてノミネートされていたことが判明しており、1958年には受賞者として発表されたが(選考理由『現代風の叙情的な詩、および大ロシアの歴史的伝統に関する分野における、彼の重要な功績に対して』; "for his important achievement both in contemporary lyrical poetry and in the field of the great Russian epic tradition.")、ソ連当局の圧力により辞退を余儀なくされた（但し、委員会側が一方的に賞を贈り、死後の1989年に遺族がこれを受取っている）。
なお2007年1月、『サンデー・タイムズ』が報じたところによると、『ドクトル・ジバゴ』の西側出版にあたりロシア語原稿の奪取など米中央情報局が積極的に関与したということである。
少年時代に作曲した曲としては、｢ピアノソナタ｣や｢前奏曲｣など少数のピアノ曲が残っており、録音もある。

### 晩年

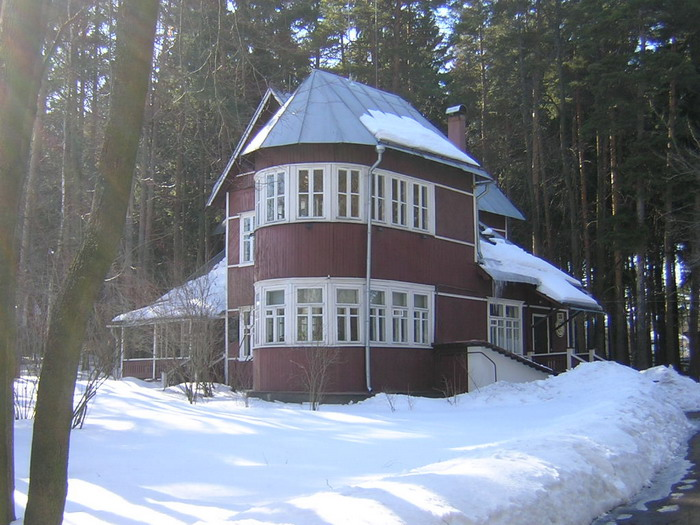
ペレデルキノにあるパステルナークのダーチャ。1936年から1960年まで暮らした。

『ドクトル・ジバゴ』後の作品でパステルナークは愛、不死、神との和解に関する普遍的な問題を論じた。最後に刊行された作品は1959年の『晴れよう時』であった。
イヴィンスカヤによると、パステルナークは『ドクトル・ジバゴ』に関する論争の間でさえ、毎日の執筆のスケジュールに執着していた。また彼は、ユリウシュ・スウォヴァツキとペドロ・カルデロン・デ・ラ・バルカの作品の翻訳を続けていた。
1959年の夏にパステルナークは『盲目の美女 Слепая красавица』- ロシアの農奴制の期間に奴隷とされた芸術家に関する演劇 - の執筆を始めた。しかしながら、同作が完成する前に彼は肺癌となった。

### 死
パステルナークは1960年5月30日の晩に肺癌のため自宅で死去した。彼は最初に息子達を呼び出し、彼らの前で「誰が私のためにほとんど苦しむだろう？　誰が最も苦しむだろう？　オリウシャだけだろう。そして、私には彼女のために何かをしてやる時間は無かった。最悪なのは彼女が苦しむだろうということだ。」と語った。パステルナークの最後の言葉は「私はよく聞こえない。そして目の前は霧で覆われている。でもそれは晴れるだろう。明日は窓を開けるのを忘れないでくれ。」であった。

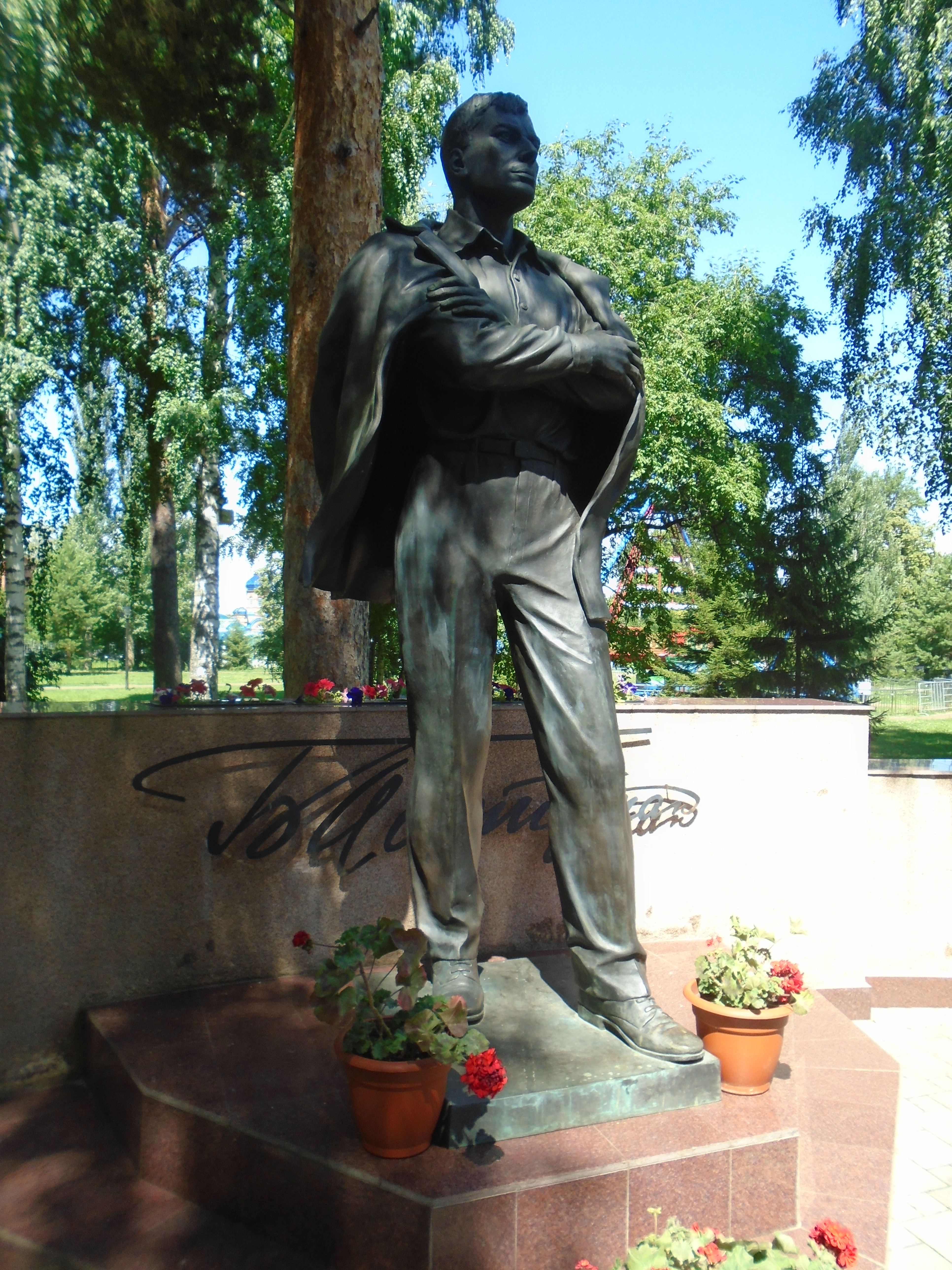
チストポリに建つパステルナーク記念像

彼の死の直前にロシア正教の司祭が最後の秘跡を与えた。その後、ペレデルキノにある家族のダーチャでパニヒダが行われた。
リテラチュラナヤ・ガゼッタ紙の小さな死亡告知のみにもかかわらず、手書きの葬儀日時の通知がモスクワ地下鉄中に張り出された。その結果、何千人もの追悼者がモスクワ市ペレデルキノにある市民墓地に葬られたパステルナークに訪れた。ジョン・ストールワージーによると、「ボランティアが彼の棺を彼の埋葬地まで運んだ。そして、出席者（詩人のアンドレイ・ヴォズネセンスキーを含む）は禁止された詩「ハムレット」（ロシア語・英文訳）を暗唱した。」と語っている。

## 作品
- 詩集『雲の中の双生児』（Близнец в тучах, 1914年）
- 詩集『我が妹 人生』（Сестра моя — жизнь, 1922年）
- 詩集『1905年』（Девятьсот пятый год, 1926年）
- 韻文小説『スペクトルスキー』（Спекторский, 1931年）
- 詩集『早朝の列車にて』（На ранних поездах, 1943年）
- 翻訳『ファウスト』（1953年）
- 翻訳『シェークスピア戯曲集』（1953年）
- 小説『ドクトル・ジバゴ』（Доктор Живаго, 1958年/1987年）
- 映画脚本『ハムレット』(1964年)

## 日本語訳

### 詩集
- 「ボリース・パステルナーク詩集」（全7冊、工藤正廣訳、未知谷）
  - 『初期1912-1914 あるいは処女詩集から』2002年
  - 『バリエール越え 1914-1916』2002年
  - 『主題と変奏 1916-1922』2008年
  - 『わが妹人生 1917年夏』2000年（鹿砦社、1972年）
  - 『第二誕生 1930-1931』2006年
  - 『早朝列車で 1936-1944』2004年
  - 『晴れよう時　1956-1959』2004年（響文社、1984年）
- 『パステルナーク全抒情詩集』工藤正廣訳、未知谷、2011年
- 『パステルナーク詩集』工藤正廣編・訳、小沢書店、1994年
- 『パステルナーク詩集』稲田定雄訳、角川書店、1982年

### 小説
- 『ドクトル・ジバゴ』原子林二郎訳、時事通信社、1958年/ 江川卓訳、時事通信社、1980年（のち新潮文庫）/工藤正廣訳、未知谷、2013年
- 『リュヴェルスの少女時代』工藤正廣訳、未知谷、2010年
- 『物語』工藤正廣訳、未知谷、2010年

### 自伝・書簡
- 『パステルナーク自伝』工藤幸雄訳、光文社、1959年
- 『パステルナーク自伝　自伝的記録・人びとと状態』草鹿外吉訳、虎見書房、1969年
- 『愛と詩の手紙　ボリス・パステルナーク+オリガ・フレイデンベルグ往復書簡集 1910～1954』エリオット・モスマン編、江川卓・大西祥子訳、時事通信社、1987年

## 参考図書
- 平林たい子編『ソヴィエト文学の悲劇 パステルナーク研究』思潮社、1960年
- 工藤正廣『パステルナークの詩の庭で』白馬書房、1976年
- オリガ・イヴィンスカヤ（工藤正廣訳）『パステルナーク詩人の愛』新潮社、1982年
- 工藤正廣『パステルナーク研究 詩人の夏』北海道大学図書刊行会、1988年
- 工藤正廣『ドクトル・ジバゴ論攷』北海道大学図書刊行会、1990年
- 前木祥子『パステルナーク』清水書院、1998年
- 工藤正廣『永遠と軛　ボリース・パステルナーク評伝詩集』未知谷、2015年